# Motílál Néhrú
Motílál Néhrú (6. května 1861 Ágra – 6. února 1931 Lakhnaú) byl indický právník a politik. V letech 1919–1920 a 1928–1929 byl předsedou Indického národního kongresu. Je považován za zakladatele dynastie Néhrúů-Gándhíů a byl otcem ministerského předsedy Džaváharlála Néhrúa.